# Mato Castelhano
Mato Castelhano är en kommun i Brasilien.   Den ligger i delstaten Rio Grande do Sul, i den södra delen av landet, 1 500 km söder om huvudstaden Brasília. Antalet invånare är 2 470.
I omgivningarna runt Mato Castelhano växer i huvudsak städsegrön lövskog. Runt Mato Castelhano är det glesbefolkat, med 10 invånare per kvadratkilometer.